# Wilhelm Stael
Wilhelm Stael (* im 15. Jahrhundert; † 3. Mai 1535 in Warendorf) war Domherr in Münster.

## Leben
Wilhelm Stael wurde als Sohn des Knappen Wilhelm Stael zu Sutthausen († 1483), der 1438 das Gut Sutthausen kaufte, geboren. Seine Mutter war Gertrud Baer. Als münsterscher Domherr findet er erstmals am 29. August 1492 urkundliche Erwähnung. Seine Onkel Johann und Dietrich waren Domherren in Münster. Sein Cousin Wilbrand Stael war ebenfalls münsterscher Domherr.
Die Quellenlage gibt über Wilhelms weiteren Lebensweg keine Aussage. Er bedachte in seinem Testament vom 14. August 1534 nicht nur seine geistlichen Mitbrüder und seine Familienmitglieder, sondern auch die Klöster Klein-Burlo, Asbeck und das Frauenkloster in Coesfeld.